# Campagne du Magdalena
La campagne du Magdalena est une campagne militaire de la fin de 1812 au début de 1813 au cours de laquelle Simón Bolívar libère le cours du río Magdalena qui relie Carthagène des Indes à l'intérieur de la Nouvelle-Grenade.

## Contexte
Après la chute des Provinces-Unies du Venezuela lors de la réaction royaliste de 1812 et le rétablissement de la capitainerie générale, le jeune vénézuélien Simón Bolívar est comme d'autres contraint à l'exil. Après un court séjour en Jamaïque il se rend à Carthagène des Indes, en Nouvelle-Grenade, où le processus d'indépendance a commencé le 20 juillet 1810 et a conduit à la formation de plusieurs juntes suprêmes qui se disputent entre elles. C'est dans ce décor qu'il écrit un manuscrit connu sous le nom de « Manifeste de Carthagène », dans lequel il fait une analyse politique et militaire des causes qui ont fait tomber la Première République du Venezuela et appelle la Nouvelle-Grenade à ne pas commettre les mêmes erreurs. Pour cela il fait des propositions qui entendent remédier aux divisions et promouvoir l'union des différents peuples de l'Amérique pour atteindre l'objectif commun, l'Indépendance.
Ainsi, peu après son arrivée, Bolívar propose au gouvernement de Carthagène de servir dans leurs troupes, mais il ne reçoit que le commandement d'une garnison de 70 hommes dans la petite ville de Barrancas avec laquelle il commence à forger son futur prestige militaire.
Dans un premier temps, Bolívar est subordonné à un aventurier français nommé Pierre Labatut mais, contrairement à ses ordres, il décide de prendre l'initiative d'une campagne visant à vaincre les éléments royalistes se trouvant dans les villes sur les rives du río Magdalena en améliorant la formation et augmentant le contingent de ses troupes.

## Conséquences
À la suite de cette campagne, Bolívar réussit à libérer plusieurs villes telles que Tenerife, El Guamal, El Banco, Santa Cruz de Mompox ou Tamalameque, à vaincre plusieurs guérillas royalistes qui opèrent dans la région et prend finalement Ocaña.
Le succès de la campagne du Magdalena ouvre la voie vers l'est, encourageant les vénézuéliens de l'armée néogrenadine à porter la guerre dans les territoires occidentaux du Venezuela. Ainsi, c'est d'Ocaña que partira la Campagne Admirable, dont la première bataille, la bataille de Cúcuta, libère la ville homonyme le 28 février 1813.